# Erland Stenberg

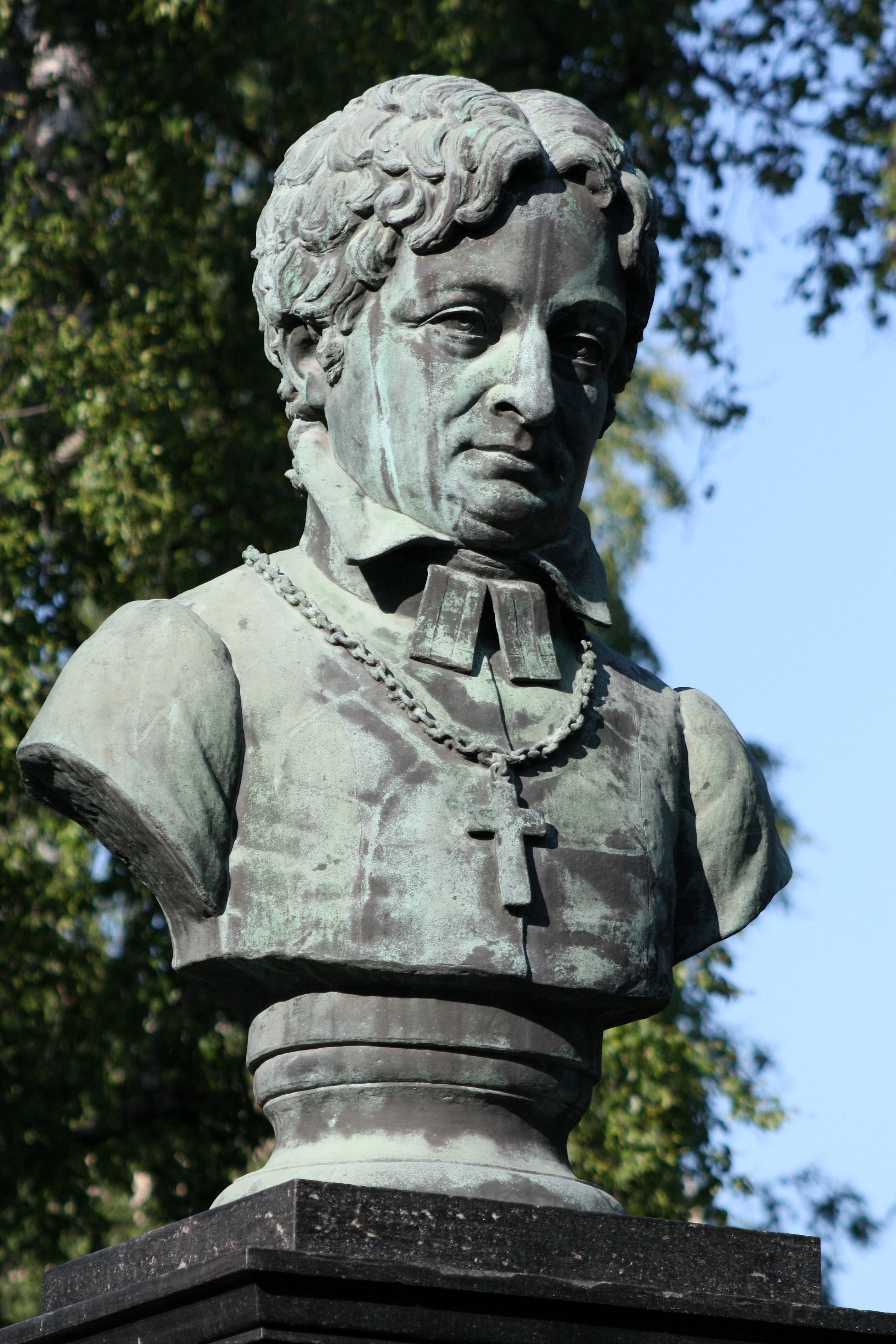
Frans Michael Franzén i Uleåborg

Johan Erland Stenberg, född 21 september 1838 i Orimattila, död 13 januari 1896 i Helsingfors, var en finländsk skulptör.
Han var son till skomakaren Salomon Stenberg och Katarina Mikontytär. Efter att Stenberg genomgått Jyväskylä seminarium var han lärare vid Manilla blindinstitut 1868–1873 och samtidigt elev vid Konstakademien i Stockholm 1869–1873 samt studerade sedan för Vilhelm Bissen vid Det Kongelige Danske Kunstakademi i Köpenhamn 1873–1874 och i München 1874–1875. Som finländska statens stipendiat vistades han i Rom och Florens 1875–1878 samt i Paris 1878–1880. Han arbetade huvudsakligen i gips men utförde några verk i brons eller marmor. Han utförde några antikt påverkade grupper och motiv ur Kalevalas värld men nådde störst framgång som porträttskulptör och fick utföra en rad porträtt av dåtidens ledande män i Finland. Stenberg lyckades inte med sin försenade nyklassicism nå samma framgång som hans jämnåriga bildhuggarkamrater och levde i fattigdom och misströstade ofta över sin förmåga. Han medverkade i Konstakademiens utställning 1873 och därefter i ett flertal finländska utställningar. Bland hans offentliga arbeten märks en kolossalbyst i brons av skalden Frans Michael Franzén i Uleåborg 1881. I Stockholm modellerade han flera byster, bland vilka tre, Pehr Wargentins, Carl von Linnés och Jöns Jacob Berzelius, finns uppställda i svenska Vetenskapsakademiens hörsal. Bland hans övriga arbeten märks Orestes förföljd av Eumeniderna (1875), byster av bland andra Per Brahe den yngre och skalden Aleksis Kivi. Stenberg är representerad vid Ateneum, Finska nationalteatern i Helsingfors och Nationalmuseum.             

### Fotnoter
1. ↑  Nationalmuseum